# Mstowo
Mstowo – wieś w Polsce położona w województwie kujawsko-pomorskim, w powiecie włocławskim, w gminie Chodecz, w pobliżu jeziora Chodeckiego.
| SIMC    | Nazwa            | Rodzaj    |
| ------- | ---------------- | --------- |
| 0860978 | Huta Towarzystwo | część wsi |
| 0860955 | Stare Mstowo     | część wsi |

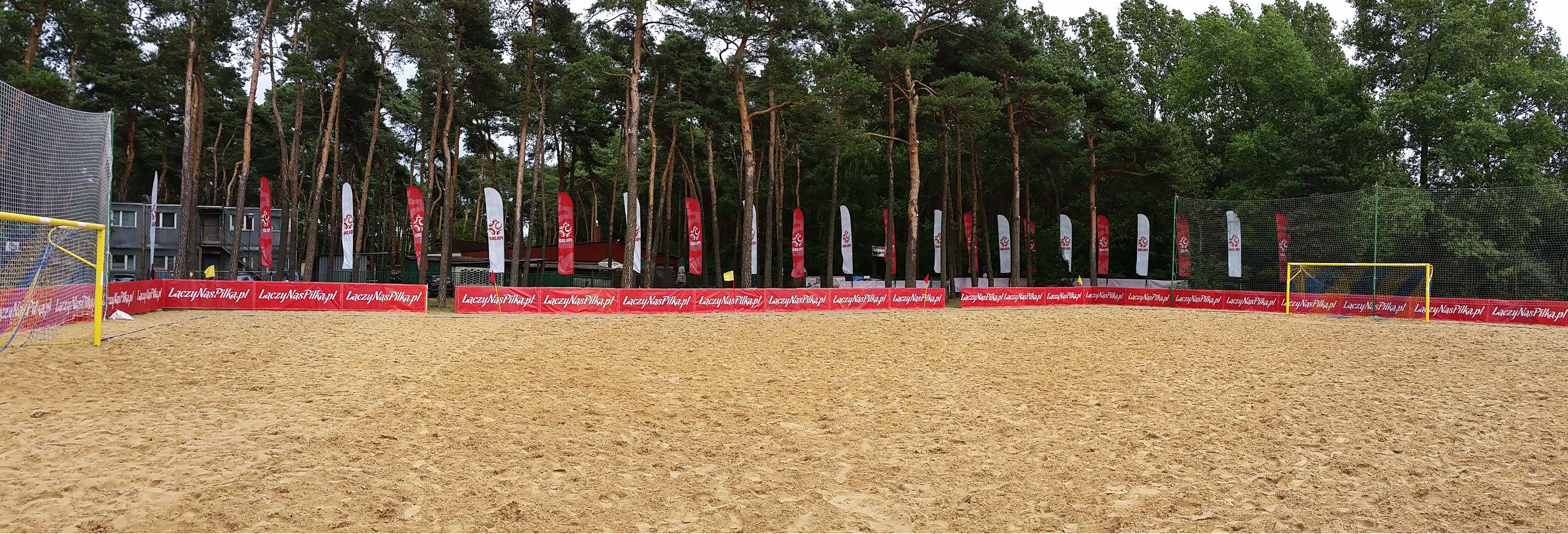
Boisko piłki nożnej plażowej w Mstowie

W latach 1975–1998 miejscowość administracyjnie należała do województwa włocławskiego. Według Narodowego Spisu Powszechnego (III 2011 r.) liczyła 189 mieszkańców. Jest siódmą co do wielkości miejscowością gminy Chodecz.